# 布拉德利鎮區 (阿肯色州沃希托縣)
布拉德利鎮區（英語：Bradley Township）是位於美國阿肯色州沃希托縣的一個行政鎮區。

## 地方資料
布拉德利鎮區的面積為91.06平方千米，當中陸地面積為89.50平方千米，而水域面積為1.56平方千米。根據2010年美國人口普查的數據，當地共有人口2119人，而人口密度為每平方千米23.27人。